# Mistrzostwa Polski w Kajakarstwie 2001
63. Mistrzostwa Polski seniorów w kajakarstwie – odbyły się w dniach 23 - 24 czerwca 2001 roku w Bydgoszczy. 

## Medaliści

### Mężczyźni

#### Kanadyjki
| Konkurencja | Złoto                                                                                | Czas    | Srebro                                                                             | Czas    | Brąz                                                                                   | Czas    |
| C-1 200 m   | Daniel Jędraszko (Posnania)                                                          | 44,76   | Adam Ginter (Piast Człuchów)                                                       | 45,95   | Michał Śliwiński (Spójnia Warszawa)                                                    | 46,60   |
| C-1 500 m   | Michał Śliwiński (Spójnia Warszawa)                                                  | 2:10,11 | Adam Ginter (Piast Człuchów)                                                       | 2:11,20 | Marcin Kobierski (Zawisza Bydgoszcz)                                                   | 2:11,90 |
| C-1 1000 m  | Adam Ginter (Piast Człuchów)                                                         | 4:20,26 | Marcin Grzybowski (Górnik Czechowice-Dziedzice)                                    | 4:24,28 | Mateusz Rycombel (MOS Warszawa)                                                        | 4:27,41 |
| C-2 200 m   | Daniel Jędraszko Paweł Baraszkiewicz (Posnania)                                      | 40,06   | Andrzej Jezierski Michał Gajownik (Posnania)                                       | 40,88   | Marcin Kobierski Sławomir Maroński (Zawisza Bydgoszcz)                                 | 42,10   |
| C-2 500 m   | Paweł Baraszkiewicz Daniel Jędraszko (Posnania)                                      | 1:55.48 | Andrzej Jezierski Michał Gajownik (Posnania)                                       | 1:56,28 | Rafał Rogoziecki Marek Schmidt (Posnania)                                              | 1:59,49 |
| C-2 1000 m  | Marcin Kobierski Sławomir Maroński (Zawisza Bydgoszcz)                               | 3:59,30 | Michał Gajownik Andrzej Jezierski (Posnania)                                       | 3:59,87 | Rafał Rogoziecki Marek Schmidt (Posnania)                                              | 4:03,64 |
| C-4 200 m   | Posnania I Szczepan Krajewski Mikołaj Węckowski Daniel Jędraszko Paweł Baraszkiewicz | 39,19   | Posnania II Rafał Rogoziecki Marek Schmidt Andrzej Jezierski Michał Gajownik       | 39,97   | MOS Wrocław Sławomir Zajączkowski Dariusz Raczkowski Tomasz Szymkowiak Krzysztof Tryba | 40,53   |
| C-4 500 m   | Posnania I Rafał Rogoziecki Marek Schmidt Daniel Jędraszko Paweł Baraszkiewicz       | 1:49,13 | Posnania II Szczepan Krajewski Mikołaj Węckowski Andrzej Jezierski Michał Gajownik | 1:53,87 | Posnania III Adam Rzepiński Krzysztof Bukowski Maciej Trzuskawski Jerzy Borkowiak      | 1:55,64 |
| C-4 1000 m  | Posnania Michał Gajownik Andrzej Jezierski Paweł Baraszkiewicz Daniel Jędraszko      | 3:42,12 | Posnania Rafał Rogoziecki Maciej Trzuskawski Marek Schmidt Szczepan Krajewski      | 3:46,46 | Warta Poznań Arkadiusz Sobczak Dawid Sobczak Damian Korcz Jakub Buda                   | 3:47,32 |

#### Kajaki
| Konkurencja | Złoto                                                                              | Czas    | Srebro                                                                              | Czas    | Brąz                                                                               | Czas    |
| K-1 200 m   | Ołeksy Śliwiński (Spójnia Warszawa)                                                | 39,39   | Grzegorz Kotowicz (Posnania)                                                        | 39,93   | Tomasz Mendelski (OKS Olsztyn)                                                     | ?       |
| K-1 500 m   | Grzegorz Kotowicz (Posnania)                                                       | 1:52,47 | Tomasz Mendelski (OKS Olsztyn)                                                      | 1:53,24 | Rafał Głażewski (MKKS Gorzów Wlkp.)                                                | 1:54,67 |
| K-1 1000 m  | Adam Seroczyński (OKS Olsztyn)                                                     | 3:52,59 | Dariusz Białkowski (Astoria Bydgoszcz)                                              | 3:56,72 | Dariusz Oborski (Warta Poznań)                                                     | 3:57,43 |
| K-2 200 m   | Adam Wysocki Marek Twardowski (Sparta Augustów)                                    | 35,95   | Ołeksy Śliwiński Marcin Gołębiewski (Spójnia Warszawa)                              | 36,62   | Marcin Czajka Dariusz Mikolcz (Zawisza Bydgoszcz)                                  | 37,11   |
| K-2 500 m   | Adam Wysocki Marek Twardowski (Sparta Augustów)                                    | 1:42,96 | Adam Seroczyński Tomasz Mendelski (OKS Olsztyn)                                     | 1:43,57 | Piotr Olszewski Robert Smełsz (Zawisza Bydgoszcz)                                  | 1:48,10 |
| K-2 1000 m  | Tomasz Nowak Rafał Głażewski (MKKS Gorzów Wlkp.)                                   | 3:38,99 | Piotr Olszewski Robert Smełsz (Zawisza Bydgoszcz)                                   | 3:41,69 | Mariusz Słowiński Sylwester Pawlak (Zawisza Bydgoszcz)                             | 3:45:80 |
| K-4 200 m   | Zawisza Bydgoszcz Piotr Olszewski Mariusz Słowiński Robert Smełsz Sylwester Pawlak | 33,43   | Spójnia Warszawa Ołeksy Śliwiński Marek Witkowski Kamil Kałwa Marcin Gołębiewski    | 33,46   | WTW Warszawa Ryszard Śmietański Daniel Denisiuk Dominik Łęczewski Maciej Zawadzki  | 34,40   |
| K-4 500 m   | Sparta Augustów Adam Wysocki Marek Twardowski Andrzej Markiewicz Emil Hryńko       | 1:30,20 | Spójnia Warszawa David Anderson Marek Witkowski Ołeksy Śliwiński Marcin Gołębiewski | 1:31,14 | Zawisza Bydgoszcz Piotr Olszewski Robert Smełsz Mariusz Słowiński Sylwester Pawlak | 1:32,10 |
| K-4 1000 m  | Zawisza Bydgoszcz Piotr Olszewski Robert Smełsz Mariusz Słowiński Sylwester Pawlak | 3:08,52 | Spójnia Warszawa Marek Witkowski Marcin Serwin Marcin Gołębiewski David Anderson    | 3:10,49 | OKS Olsztyn Sebastian Burski Tomasz Górski Tomasz Mendelski Adam Seroczyński       | 3:10,94 |

### Kobiety

#### Kajaki
| Konkurencja | Złoto                                                                            | Czas      | Srebro                                                                                         | Czas    | Brąz                                                                           | Czas    |
| K-1 200 m   | Elżbieta Urbańczyk (Posnania)                                                    | 45,24     | Dorota Kuczkowska (Spójnia Warszawa)                                                           | 46,09   | Karolina Sadalska (MKKS Gorzów Wlkp.)                                          | 49,24   |
| K-1 500 m   | Elżbieta Urbańczyk (Posnania)                                                    | 2:07,87   | Dorota Kuczkowska (Spójnia Warszawa)                                                           | 2:09,87 | Iwona Pyżalska (Posnania)                                                      | 2:11,28 |
| K-1 1000 m  | Elżbieta Urbańczyk (Posnania)                                                    | 4:4:19,73 | Dorota Kuczkowska (Spójnia Warszawa)                                                           | 4:23,44 | Iwona Pyżalska (Posnania)                                                      | 4:29,45 |
| K-2 200 m   | Joanna Skowroń Beata Sokołowska (MKKS Gorzów Wlkp.)                              | 42,75     | Elżbieta Latoszek Dorota Kuczkowska (Spójnia Warszawa)                                         | 43,22   | Aneta Białkowska Iwona Pyżalska (Posnania)                                     | 43,66   |
| K-2 500 m   | Joanna Skowroń Beata Sokołowska (MKKS Gorzów Wlkp.)                              | 1:56,36   | Małgorzata Czajczyńska Ewelina Kozak (MKKS Gorzów Wlkp.)                                       | 2:01,03 | Elżbieta Latoszek Marta Słupska (Spójnia Warszawa)                             | 2:03,08 |
| K-2 1000 m  | Joanna Skowroń Beata Sokołowska (MKKS Gorzów Wlkp.)                              | 3:53,40   | Aneta Białkowska Iwona Pyżalska (Posnania)                                                     | 3:53,86 | Małgorzata Czajczyńska Ewelina Kozak (MKKS Gorzów Wlkp.)                       | 3:59,76 |
| K-4 500 m   | Posnania Małgorzata Chojnacka Iwona Pyżalska Elżbieta Urbańczyk Aneta Białkowska | 1:49,33   | MKKS Gorzów Wlkp. Aleksandra Studzińska Karolina Sadalska Małgorzata Czajczyńska Ewelina Kozak | 1:50,68 | Spójnia Warszawa Anna Heim Marta Słupska Elżbieta Latoszek Małgorzata Latoszek | 1:51,12 |